# 남중국들쥐
남중국들쥐(학명: Apodemus draco)는 붉은쥐의 일종이다. 중국과 인도, 미얀마에서 발견된다.

## 특징
꼬리 길이 80~102mm를 제외한 몸길이가 87~106mm인 작은 설치류로 발 길이는 20~23mm, 귀 길이는 15~17mm이다. 털은 짧고 매끄럽고 부드럽다. 등 쪽은 밝고 불그스레한 갈색을 띠는 반면에 배 쪽은 회색빛 흰색이다. 귀는 비교적 크고 짙은 갈색빛 검은색이다.

## 생태
굴을 파는 동물이고, 야행성이다.

## 분포 및 서식지
중국과 인도 동부, 미얀마 북부 지역에 널리 분포한다. 해발 1,335m와 3,816m 사이의 상록수림과 비가 많이 내리는 산악 숲에서 서식한다. 물가에서 자주 발견된다.

## 아종
2종의 아종이 알려져 있다.
- A. d. draco - 중국 허베이성, 허난성 남동부, 안후이성 남부, 후베이성 동부, 저장성 서부, 푸젠성 북부, 장시성 북동부와 동부
- A. d. orestes (Thomas, 1911) - 중국 허난성 서부, 산시성 남부, 간쑤성 남동부, 쓰촨성, 구이저우성, 허난성 서부와 남부, 광둥성 북서부, 광시 좡족 자치구, 윈난성, 티베트 자치구, 동부, 미얀마 북부와 중서부, 인도 아루나찰프라데시주 동부